# مسجد طاق
مسجد طاق هو مسجد تاريخي يعود إلى عصر السلالة الصفوية، ويقع في مراغة.